# Перси, Генри, 9-й герцог Нортумберленд
Генри Джордж Алан Перси (англ. Henry George Alan Percy; 15 июля 1912 — 21 мая 1940, Пек, Эно, Бельгия) — британский аристократ, 9-й герцог Нортумберленд, 9-й граф Перси, 6-й граф Беверли, 7-й лорд Лувейн и 12-й баронет Смитсон с 1930 года. Старший сын Алана Перси, 8-го герцога Нортумберленда, и Хелен Гордон-Леннокс. Учился в Итонском колледже, служил в гвардии в чине лейтенанта. Погиб в Бельгии во время Второй мировой войны. Он не был женат, так что герцогский титул перешёл к его младшему брату Хью.